# پلیموث رلاینت

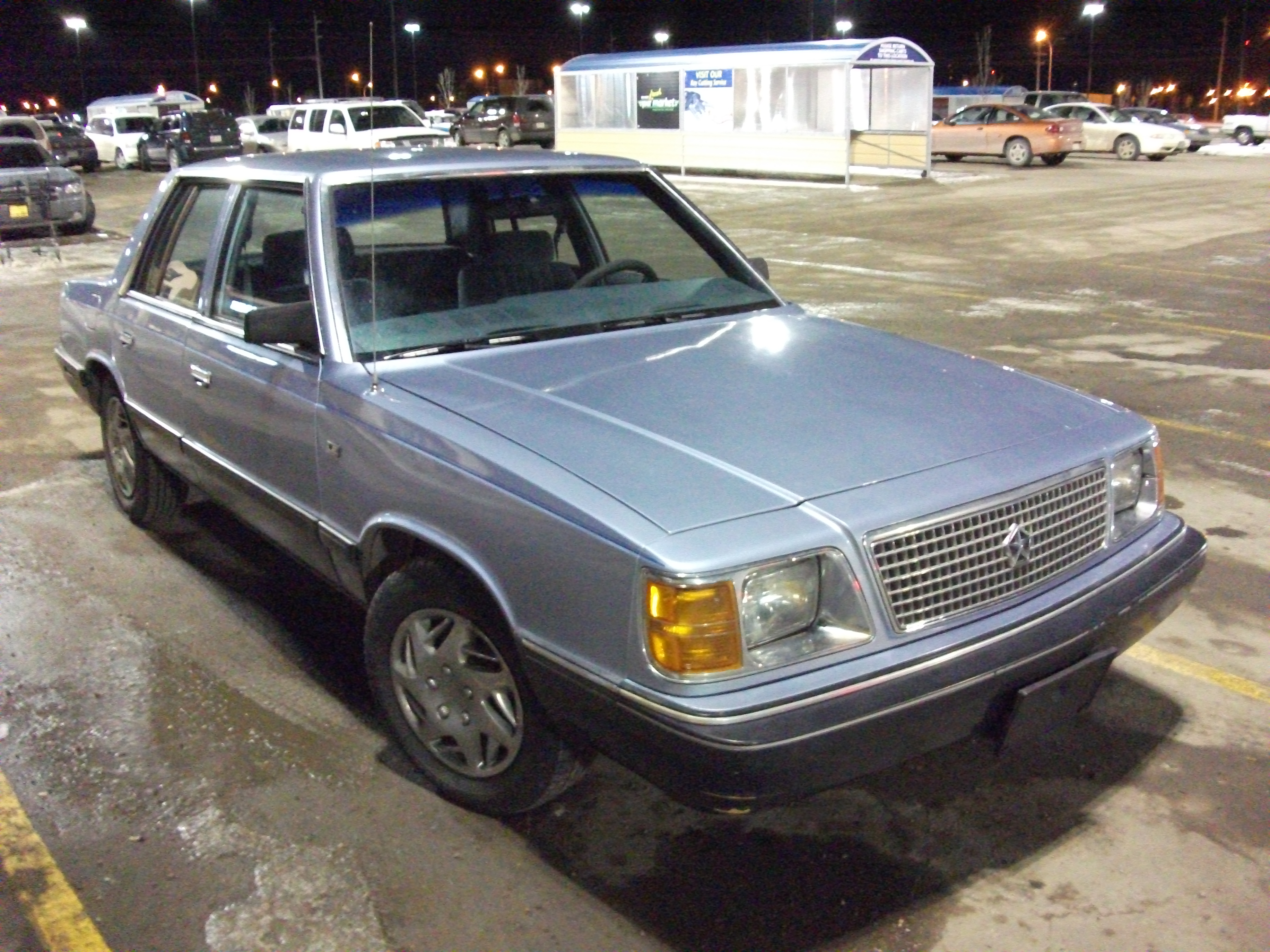

پلیموث رلاینت (Plymouth Reliant) خودرویی است که در سال‌های ۱۹۸۱ تا ۱۹۸۹در ایالات متحده آمریکا، دیترویت، ایالات متحده آمریکا، تولید شده‌است.طراحی آن خودروهای موتور جلو-محور جلو بوده وزن آن در حالت طبیعی ۲٬۳۰۰ پوند (۱٬۰۴۳ کیلوگرم)، است.سیستم جعبه‌دندهٔ آن ۳، دنده به دو صورت خودکار و دستی است.